# 진주대로
진주대로(Jinju-daero Road, 晋州大路, 국도 제3호선과, 국도 제33호선의 일부)는 경상남도 사천시 축동면 사다리 사천 나들목에서 진주시를 거쳐 산청군 신안면 신기리 도내고개를 잇는 경상남도의 도로이다.
진주시의 핵심 간선도로이며 본래 전 구간이 국도 제3호선에 속했으나 2016년 4월 8일 진주시 국도대체우회도로가 완공되면서 진주시 도심 구간이 국도 지정에서 해제되었다.

## 역사
- 1998년 12월 31일 : 진주 ~ 단성간 도로(진주시 유곡동 ~ 산청군 신안면 신안리) 20km 구간 확장 개통[1]
- 2009년 7월 2일 : 2개 이상 시·군에 걸쳐 있는 도로로 진주대로를 고시[2]
- 2011년 11월 11일 : 진주시 유곡동 175m 구간 개통[3]

## 주요 경유지
경상남도
- 사천시 축동면 - 진주시 (정촌면 · 가좌동 · 주약동 · 칠암동 · 강남동 · 동성동 · 대안동 · 평안동 · 계동 · 봉곡동 · 인사동 · 이현동 · 유곡동 · 이현동 · 명석면) - 산청군 신안면

## 노선
| 이름                        | 접속 노선              | 소재지                                                             | 소재지                                                        | 비고                        |
| 사천대로와 직결             | 사천대로와 직결        | 사천대로와 직결                                                    | 사천대로와 직결                                               | 사천대로와 직결             |
| --------------------------- | ---------------------- | ------------------------------------------------------------------ | ------------------------------------------------------------- | --------------------------- |
| 사천IC 교차로 (사천 나들목) | 10호선 남해고속도로    | 사천시                                                             | 사천읍                                                        | 국도 제3, 33호선 구간       |
| 예하교                      |                        | 사천시                                                             | 사천읍                                                        | 국도 제3, 33호선 구간       |
| 진주시                      | 정촌면                 |                                                                    |                                                               | 국도 제3, 33호선 구간       |
| 진주시                      | 정촌면                 | 예하 교차로                                                        | 강주길                                                        | 국도 제3, 33호선 구간       |
| 진주시                      | 정촌면                 | 예하1육교                                                          | 대죽길                                                        | 국도 제3, 33호선 구간       |
| 진주시                      | 정촌면                 | 정촌 교차로                                                        | 정촌로 대죽길                                                 | 국도 제3, 33호선 구간       |
| 진주시                      | 정촌면                 | 화개 교차로                                                        | 국도 제2호선 국도 제3호선 국도 제33호선 (순환로) (정촌우회로) | 국도 제3, 33호선 구간       |
| 진주시                      | 가호동                 | 화개 교차로                                                        | 국도 제2호선 국도 제3호선 국도 제33호선 (순환로) (정촌우회로) | 국도 제3, 33호선 구간       |
| 진주시                      | 개양육교               |                                                                    |                                                               |                             |
| 진주시                      | 가좌삼거리             | 내동로                                                             |                                                               |                             |
| 진주시                      | 경상대학교삼거리       |                                                                    |                                                               |                             |
| 진주시                      | 개양오거리             | 진마대로 동부로 가좌길74번길                                       |                                                               |                             |
| 진주시                      | 연암공과대학교         | 가호로                                                             |                                                               |                             |
| 진주시                      | (이름 없음)            | 강남로                                                             | 천전동                                                        |                             |
| 진주시                      | 망성 교차로            | 천수로                                                             | 천전동                                                        |                             |
| 진주시                      | 구 진주역사거리        | 동진로 진주대로879번길                                             | 천전동                                                        |                             |
| 진주시                      | 강남동사거리           | 진주대로941번길 진주대로942번길 진주대로943번길                    | 천전동                                                        |                             |
| 진주시                      | 통계청사거리           | 망경로 진주대로966번길                                             | 천전동                                                        |                             |
| 진주시                      | 진주교 교차로          | 강남로                                                             | 천전동                                                        |                             |
| 진주시                      | 진주교                 |                                                                    | 천전동                                                        |                             |
| 진주시                      | 중앙동                 |                                                                    |                                                               |                             |
| 진주시                      | 진주교사거리           | 남강로                                                             |                                                               |                             |
| 진주시                      | 중앙광장 교차로        | 진양호로                                                           |                                                               |                             |
| 진주시                      | 평안광장 교차로        | 향교로 의곡길                                                      |                                                               |                             |
| 진주시                      | 전화국사거리           | 비봉로                                                             | 성북동                                                        |                             |
| 진주시                      | 봉곡광장 교차로        | 지방도 제1007호선 (진주성로)                                       | 성북동                                                        |                             |
| 진주시                      | 봉안동사거리           | 북장대로                                                           | 성북동                                                        |                             |
| 진주시                      | 봉곡동시외버스정류장   |                                                                    | 성북동                                                        |                             |
| 진주시                      | 오죽광장 교차로        | 창렬로                                                             | 성북동                                                        |                             |
| 진주시                      | 유현 교차로            | 서장대로 신안로                                                    | 이현동                                                        |                             |
| 진주시                      | 이현교삼거리           | 평거로                                                             | 이현동                                                        |                             |
| 진주시                      | 명석 교차로 (유곡육교) | 국도 제3호선 국도 제33호선 (순환로) 나불로 이현두곡길 나불로21번길 | 이현동                                                        | 국도 제3호선 구간           |
| 진주시                      | 나불2교                |                                                                    | 이현동                                                        | 국도 제3호선 구간           |
| 진주시                      | 명석터널               |                                                                    | 이현동                                                        | 국도 제3호선 구간 연장 345m |
| 진주시                      | 명석터널               | 명석면                                                             |                                                               | 국도 제3호선 구간 연장 345m |
| 진주시                      | 우수 교차로 (우수육교) | 나불로 판문로                                                      | 국도 제3호선 구간                                             |                             |
| 진주시                      | 어수교                 | 진주대로1706번길                                                   | 국도 제3호선 구간                                             |                             |
| 진주시                      | (조비마을)             | 진주대로1736번길                                                   | 국도 제3호선 구간                                             |                             |
| 진주시                      | (함박마을)             | 진주대로1807번길 진주대로1808번길                                  | 국도 제3호선 구간                                             |                             |
| 진주시                      | (수시마을)             | 진주대로1859번길                                                   | 국도 제3호선 구간                                             |                             |
| 진주시                      | (용산마을)             | 진주대로1918번길                                                   | 국도 제3호선 구간                                             |                             |
| 진주시                      | (오미마을)             | 자화로                                                             | 국도 제3호선 구간                                             |                             |
| 진주시                      | 대평진입로             | 대평로                                                             | 국도 제3호선 구간                                             |                             |
| 진주시                      | 팔미교                 | 팔미길 진주대로2311번길                                            | 국도 제3호선 구간                                             |                             |
| 진주시                      | (팔미마을)             | 오미길                                                             | 국도 제3호선 구간                                             |                             |
| 진주시                      | 외율육교               |                                                                    | 국도 제3호선 구간                                             |                             |
| 진주시                      | 외율 교차로 (지경2교)  | 지방도 제1049호선 (성철로) 외율길                                  | 국도 제3호선 구간                                             |                             |
| 진주시                      | 도내고개               |                                                                    | 국도 제3호선 구간                                             |                             |
| 산청군                      | 산인면                 |                                                                    | 국도 제3호선 구간                                             |                             |
| 산청군                      | 산인면                 | 토현교                                                             | 국도 제3호선 구간                                             |                             |
| 산청대로와 직결             |                        |                                                                    |                                                               |                             |

## 주요 건물 및 시설
- 경상대학교 (경상남도 진주시 진주대로 501)
- 개양파출소 (경상남도 진주시 진주대로 560)
- 남부산림자원연구소 (경상남도 진주시 진주대로 672)
- 석류공원 (경상남도 진주시 진주대로 685)
- 탑마트 진주주약점 (경상남도 진주시 진주대로 784)
- 한국방송통신대학교 경남지역대학 (경상남도 진주시 진주대로 824)
- 롯데슈퍼 진주주약점 (경상남도 진주시 진주대로 847)
- 진주제일병원 (경상남도 진주시 진주대로 885)
- 진주남중학교 (경상남도 진주시 진주대로 900)
- 진주칠암동우체국 (경상남도 진주시 진주대로 940)
- 역전치안센터 (경상남도 진주시 진주대로 942)
- 천전시장 (경상남도 진주시 진주대로 952-1)
- 메가박스 진주점 (경상남도 진주시 진주대로 1057)
- KB국민은행 진주종합금융센터 (경상남도 진주시 진주대로 1066)
- 갤러리아백화점 진주점 (경상남도 진주시 진주대로 1095)
- 하얀메디컬 의원 (경상남도 진주시 진주대로 1110)
- 한국국제대학교 진주학사 (경상남도 진주시 진주대로 1114)
- 봉곡동시외버스정류장 (경상남도 진주시 진주대로 1192)